# Ipsos
Ipsos (Institut Public de Sondage d'Opinion Secteur) is een wereldwijd marktonderzoekbedrijf. Het wereldwijde hoofdkwartier staat in Parijs. Het bedrijf werd in 1975 opgericht. Aandelen Ipsos worden sinds 1 juli 1999 verhandeld op de Euronext Paris. Sinds 1990 heeft de groep over de hele wereld verschillende bedrijven opgezet of overgenomen. In oktober 2011 kocht Ipsos Synovate, waarmee het de derde onderzoeksdienst ter wereld werd. In 2014 had Ipsos kantoren in 87 landen en 16.530 medewerkers.
Begin 2024 kocht Ipsos alle aandelen van het Nederlandse onderzoeksbureau I&O Research en ging het in Nederland verder onder de naam Ipsos I&O.